# Largirostrisornis
Largirostrisornis es un género extinto de ave enantiornites. Solo se conoce una especie, Largirostrisornis sexdentoris. Vivió durante el Cretácico Inferior y es conocido de fósiles hallados en la Formación Jiufotang en la provincia de Liaoning, en la República Popular de China. Algunos investigadores creen que esta especie es un sinónimo de la especie similar Cathayornis yandica.
Se conoce de un fósil, lámina y contralámina, hallados en la Formación Jiufotang, la cual data del período Cretácico Inferior, de edad Aptiense, hace 120,3 +/-0.7 millones de años.
El fósil holotipo se encuentra en la colección del Instituto de Paleontología de Vertebrados y Paleoantropología en Pekín, China. Su número de catálogo es IVPP 10531.
L. sexdentornis tenía un torso más largo que de todas las demás enantiornites conocidas. Es levemente mayor que Cuspirostrisornis, con un cráneo de cerca de 32 milímetros de largo. El hueso dentario y premaxilar tienen cada uno seis pares de dientes. También tenía altas espinas neurales en las vértebras cervicales y dorsales.

## Etimología
El nombre del género proviene de las palabras latinas para "largo" y "rostro", mientras que el nombre de la especie significa "seis dientes".